# Krążowniki lekkie typu Java
Krążowniki typu Java – typ holenderskich lekkich krążowników okresu międzywojennego i II wojny światowej, składający się z dwóch okrętów: „Java” i „Sumatra”. Były to pierwsze holenderskie lekkie krążowniki.

## Historia powstania
U źródeł rozwijania przez Holandię klasy krążowników leżała potrzeba ochrony rozległych kolonii w Indiach Wschodnich (obecnej Indonezji). Najlepiej do tego celu nadawały się właśnie krążowniki, będące silnie uzbrojonymi jednostkami o dużym zasięgu pływania. Na skutek ekspansji Japonii na Dalekim Wschodzie i rozwoju japońskiej floty wojennej na początku XX wieku, rząd holenderski postanowił zamówić dwa nowoczesne krążowniki lekkie, zaprojektowane za granicą. W 1915 roku projekt krążownika dla Holandii przedstawiła niemiecka stocznia Kruppa Germaniawerft w Kilonii. Początkowo proponowano okręt będący rozwinięciem niemieckiego typu Karlsruhe, również czterokominowy, lecz uzbrojony w 10 dział kalibru 150 mm (w porównaniu do uzbrojonych w 12 dział 105 mm okrętów niemieckich), z których po 4 rozmieszczone były na burtach, a pozostałe w osi symetrii (salwa burtowa z 6 dział). Holendrzy jednak zdecydowali się na nowszy projekt, z dwukominową sylwetką wzorowaną na niemieckich krążownikach liniowych i z lepszym rozmieszczeniem artylerii. Projekt ten został zaaprobowany w lipcu 1915 roku.
Krążowniki „Java” i „Sumatra”, których budowę rozpoczęto w Holandii w 1916 roku, miały być budowane przy współpracy stoczni Kruppa. Wkrótce jednak prowadzące wojnę Niemcy, z uwagi na własne potrzeby wojenne, zaprzestały dostarczania neutralnej w I wojnie światowej Holandii materiałów niezbędnych do budowy holenderskich jednostek. Z tego też względu budowa krążowników przeciągnęła się i nie zostały one zwodowane do zakończenia wojny. Przez kilka następnych lat Holendrzy wahali się co do dalszych losów nieukończonych okrętów, których projekt zdążył się już zestarzeć. Zwrócono się o ich przeprojektowanie do brytyjskiego koncernu Vickersa, który jednak nie wywiązał się z zadania w zadowalający sposób i w końcu Holendrzy zdecydowali ukończyć oba krążowniki według oryginalnego projektu, z niewielkimi jedynie ulepszeniami. Budowa, mimo tej decyzji, nadal trwała długo i pomimo wodowania kadłubów w 1920 i 1921 roku, okręty weszły do służby dopiero w latach 1925–1926. Nadano im nazwy od wysp indonezyjskich, Jawy i Sumatry. W 1917 roku zdecydowano o budowie trzeciego okrętu „Celebes”, który miał być przystosowany do roli okrętu flagowego floty kolonii, lecz jego budowę wstrzymano jeszcze przed położeniem stępki, a w roku 1919 anulowano (miał być większy o 155 ton i dłuższy o 3 m).
| Nazwa   | położenie stępki | wodowanie       | wejście do służby |
| ------- | ---------------- | --------------- | ----------------- |
| Java    | 31 maja 1916     | 9 sierpnia 1921 | 1 maja 1925       |
| Sumatra | 15 lipca 1916    | 29 grudnia 1920 | 26 maja 1926      |

## Opis i ocena
Okręty typu Java były ogólnie udanymi jednostkami. W momencie projektowania były jednymi z największych, a dzięki temu także jednymi z najsilniejszych krążowników lekkich (dysponowały najsilniejszą salwą burtową spośród okrętów tej klasy okresu I wojny światowej – 7 dział kalibru 15 cm). Jednakże, z powodu długiej budowy, w momencie wejścia do służby nie były już nowoczesne. Mimo to, były nadal wartościowymi jednostkami, o dobrych własnościach morskich, dość dużej szybkości i względnie silnej artylerii i opancerzeniu.

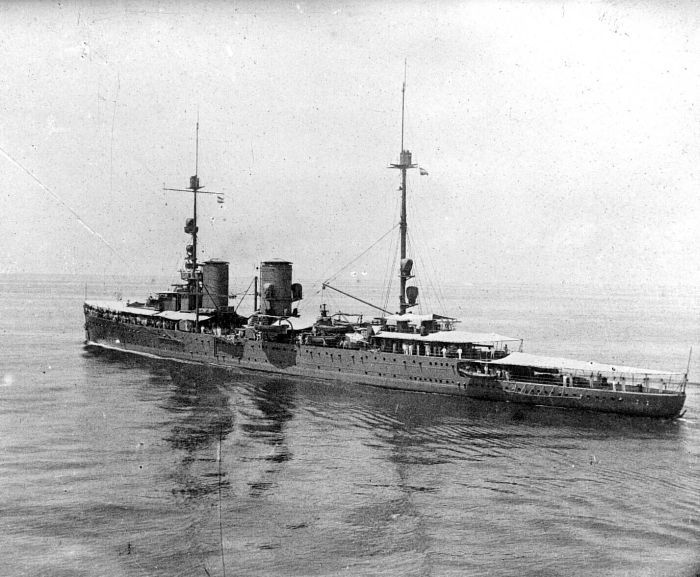
„Java” przed modernizacją (z rozpiętym tentem przeciwsłonecznym)

Kadłub o wysokich burtach miał podniesiony pokład dziobowy rozciągający się na ok. 4/5 długości kadłuba, z lekkim wzniosem na dziobie, co dawało dobrą dzielność morską. Dziobnica była pionowa. Na pokładzie dziobowym znajdowało się działo artylerii głównej, za nim drugie na wydłużonym dolnym piętrze nadbudówki dziobowej. Sama nadbudówka miała spore rozmiary i była połączona z przednim kominem. Sylwetkę okrętów wyróżniały dwa szerokie kominy, z piramidowymi obudowami u ich podstawy, w których znajdowały się żaluzje czerpni powietrza (podobnie do niemieckich krążowników liniowych). Na rufie znajdowała się niewielka nadbudówka, za nią działo na końcu pokładu górnego i ostatnie na obniżonym pokładzie rufowym. Pozostałe 6 dział artylerii głównej rozmieszczonych było na pokładzie górnym na śródokręciu, po trzy wzdłuż burt.
Rozstawienie artylerii w postaci pojedynczych dział w maskach pancernych, umieszczonych częściowo na burtach, było wprawdzie w momencie wejścia do służby przestarzałe, lecz dzięki umieszczeniu dział na dziobie i rufie w dwóch poziomach, w osi podłużnej okrętu, stanowiło ono postęp w stosunku do większości okrętów z I wojny światowej, gdyż ogień na każdą z burt mogło prowadzić 7 z ich 10 dział, a wprost w kierunku dziobu i rufy, teoretycznie po 4 działa. Nowo projektowane w latach 20. krążowniki dysponowały jednak racjonalniej rozmieszczoną i lepiej chronioną artylerią, w wieżach umieszczonych w osi symetrii. Kaliber dział 149 mm (nominalnie 15 cm) był typowy dla krążowników lekkich. Wartość ofensywną okrętów zmniejszał jednak w pewnym stopniu brak w projekcie wyrzutni torpedowych, powszechnie stosowanych na krążownikach.
Uzbrojenie przeciwlotnicze w postaci 4 dział 75 mm było mało efektywne i w latach 1934–1935 zostało zastąpione przez nowsze małokalibrowe armaty automatyczne, lecz informacje w literaturze odnośnie do składu uzbrojenia modernizowanych okrętów i dat zmian są niepełne i rozbieżne. Najprawdopodobniej „Java” otrzymała 8 nowoczesnych armat Bofors 40 mm w podwójnych stanowiskach, ze skutecznym systemem kierowania ogniem Hazemeyer, a „Sumatra” 6 pojedynczych armat 40 mm Vickersa. Uzbrojenie to było zgrupowane na nadbudówce rufowej, w miejscu dawnego masztu. Ujemną stroną było wprawdzie pozbawienie okrętów po modernizacji artylerii przeciwlotniczej średniego zasięgu, lecz okazała się ona mniej przydatna w praktyce działań morskich II wojny światowej. Łącznie z modernizacją uzbrojenia, główny wysoki maszt palowy za nadbudówką dziobową zastąpiono przez krótszy masywny maszt rurowy, ze stanowiskiem kierowania ogniem na szczycie, a palowy maszt na nadbudówce rufowej zastąpiono krótszym, umieszczonym bliżej śródokręcia, za drugim kominem.
Rozważano pod koniec lat 30. przebudowę okrętów z zastosowaniem nowoczesnego układu 8 dział 149 mm w czterech dwudziałowych wieżach w osi symetrii okrętu, lecz odstąpiono od tego z uwagi na plany zastąpienia okrętów przez nowe krążowniki typu De Zeven Provinciën.

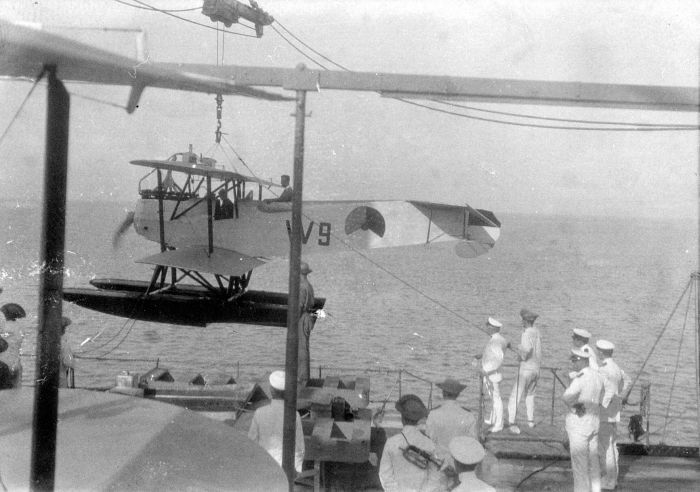
Opuszczanie wodnosamolotu Van Berkel WA na „Javie”

Okręty posiadały po dwa wodnosamoloty zwiadowcze, nie stosowane na krążownikach okresu I wojny światowej. Z powodu jednak braku wyposażenia w katapultę, wodnosamoloty musiały być spuszczane na wodę ze stojącego okrętu przy użyciu dźwigu, co było mało praktyczne (nie wiadomo, czy podczas wojny okręty jeszcze przenosiły wyposażenie lotnicze). Początkowo używane były wodnosamoloty Van Berkel WA (kopia Hansa-Brandenburg W.12), później prawdopodobnie Fairey IIIF. Od połowy lat 30. używano samolotów holenderskiej konstrukcji Fokker C.VII W, a od ok. 1938 roku – Fokker C.XI W. Wyposażenie lotnicze mieściło się pomiędzy kominami okrętów.
Opancerzenie okrętów było dość dobre, o charakterystycznym układzie dla niemieckich konstrukcji, z burtowym pasem pancernym grubości 75 mm (długość – 120 m, wysokość – 3,2 m) i wewnętrznym pokładem pancernym, trapezowym w przekroju poprzecznym, który opadał skosami do górnej krawędzi pasa pancernego (a nie dolnej, w przeciwieństwie do niemieckich krążowników). Pas burtowy chronił kotłownie, maszynownie i komory amunicyjne. Niezadowalająca natomiast okazała się niezatapialność i odporność okrętów na wybuchy podwodne (typowa dla okrętów tego okresu).

## Służba okrętów w skrócie

### Java
Położenie stępki – 31 maja 1916 roku w stoczni Koninklijke Mij de Schelde NV we Vlissingen, wodowanie – 9 sierpnia 1921 roku, wejście do służby – 1 maja 1925 roku. Od 1925 do 1937 roku służył w Holenderskich Indiach Wschodnich, jako okręt flagowy floty kolonii. Wziął udział w pościgu i przechwyceniu 10 lutego 1933 roku pancernika obrony wybrzeża „De Zeven Provinciën”, uprowadzonego przez zbuntowaną indonezyjską część załogi. W latach 1937–1938 był remontowany i modernizowany w Holandii, po czym powrócił do Holenderskich Indii Wschodnich.
Po przystąpieniu Holandii do wojny po stronie aliantów, a następnie ataku Japonii, okręt początkowo eskortował konwoje, a 13 lutego 1941 roku wszedł w skład międzynarodowego Zespołu Uderzeniowego sił ABDA dowodzonego przez kontradmirała Karela Doormana. Wziął udział w nieudanej dla aliantów bitwie w cieśninie Badung 19/20 lutego 1942 roku, a następnie w bitwie na Morzu Jawajskim, w której został 27 lutego 1942 roku storpedowany przez japoński krążownik „Nachi” i zatonął z większością załogi.

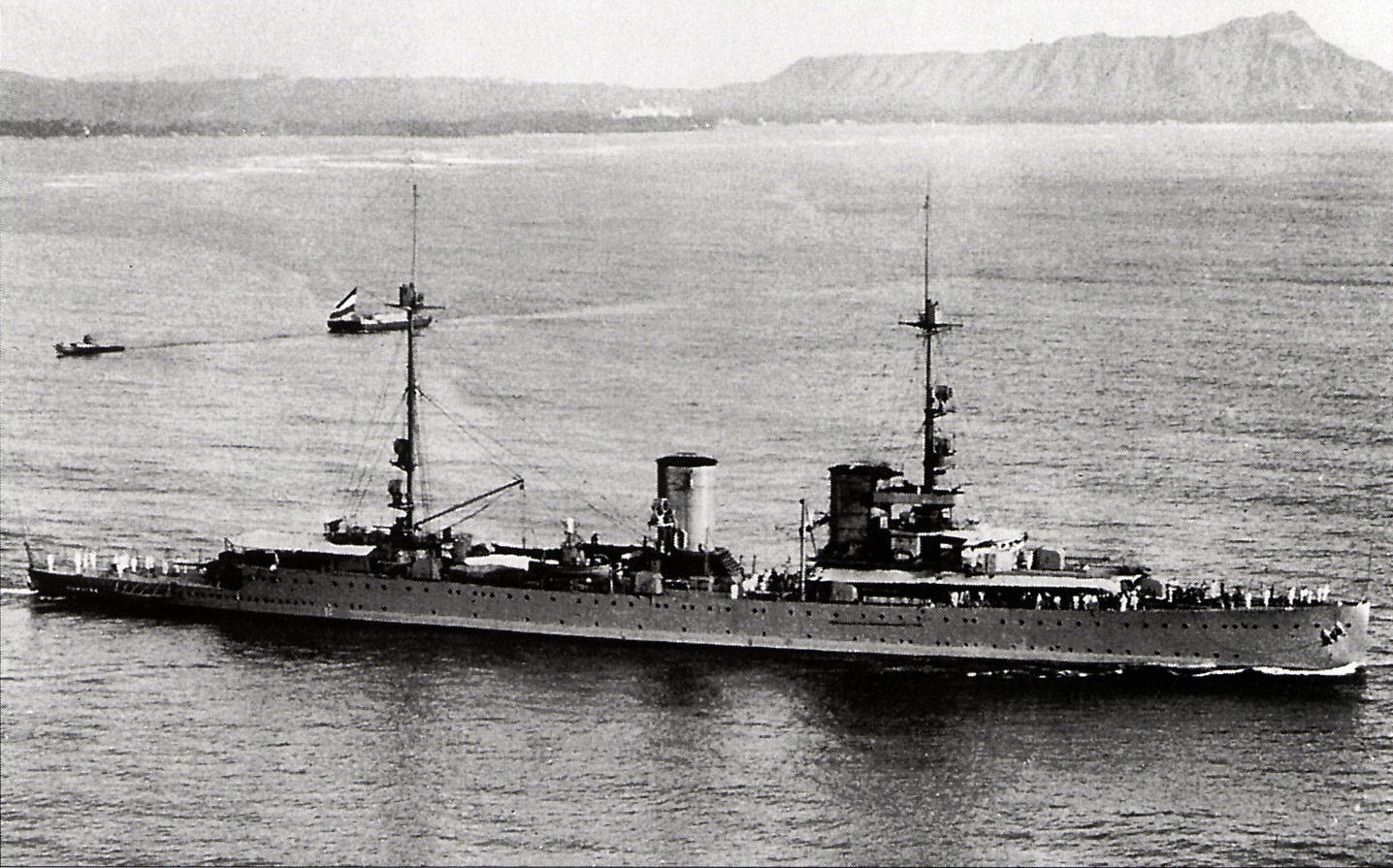
„Sumatra” w Pearl Harbor, 1927 r.

### Sumatra
Położenie stępki – 15 lipca 1916 roku w stoczni Nederlandse Scheepsbouw Mij w Amsterdamie, wodowanie – 29 grudnia 1920 roku, wejście do służby – 26 maja 1926 roku. W 1926 roku skierowany do Holenderskich Indii Wschodnich przez Kanał Panamski, składając wizyty w portach obu Ameryk i Japonii. W 1938 roku powrócił do Holandii na remont, po czym służył do celów szkolnych na wodach europejskich.
Po niemieckiej napaści na Holandię w maju 1940 roku, „Sumatra” została ewakuowana do Anglii, po czym w czerwcu 1940 roku przetransportowała do Kanady członków holenderskiej rodziny królewskiej. Stamtąd została skierowana do Holenderskich Indii Wschodnich. W momencie napaści Japonii, okręt był w remoncie w Surabai, po czym w lutym 1942 roku został ewakuowany do Indii, następnie do Wielkiej Brytanii, gdzie w listopadzie 1942 roku został wycofany do rezerwy. W związku z operacją desantową aliantów w Normandii, został 9 czerwca 1944 roku zatopiony u wybrzeża Normandii jako część falochronu przystani Goosberry 5. Wrak po wojnie złomowano.

## Dane techniczne
- wyporność:
  - standardowa: 6670 t (inne dane: 6776 t)[1]
  - pełna: 8208 t (inne dane: 8339 t)[1]
- wymiary:
  - długość całkowita: 155,3 m
  - długość na linii wodnej: 153 m
  - szerokość: 16 m
  - zanurzenie: 6,1 m
- napęd: 8 kotłów parowych Schultz-Thornycroft(inne języki), 3 turbiny parowe o mocy 65 000 KM („Java”) / 72 000 KM („Sumatra”), 3 śruby
- prędkość maksymalna: 30 w.
- zasięg: 4800 mil morskich przy prędkości 12 w.
- zapas paliwa: 1070 t, max. 1200 t
- załoga: 480 (pokój) – 526

### Uzbrojenie i wyposażenie
- 10 pojedynczych dział 149,1 mm (nominalnie 15 cm) No.6 (produkcji Krupp lub Bofors), osłoniętych maskami pancernymi (10 x I).
  - długość lufy L/52 (52 kalibry; nominalnie L/50), kąt podniesienia – 25°, donośność maksymalna 16 700 m, masa pocisku 46 kg[4]
- 4 pojedyncze działa przeciwlotnicze 75 mm (do 1934–1935 r.)
- 6-8 automatycznych armat przeciwlotniczych 40 mm (od 1934–1935 r., szczegóły w artykułach o okrętach)
- 4-8 wkm plot. 12,7 mm
- 2 wodnosamoloty (szczegóły w tekście)

### Opancerzenie
- pas burtowy: 75 mm (długość 120 m, wysokość do 3,2 m)
- wewnętrzny pokład pancerny: 25 mm (poziomy) – 50 mm (na skosach)
- maski dział artylerii głównej: 100–25 mm
- stanowisko dowodzenia: 125–100 mm